# William J. Kaufmann III
William J. Kaufmann III (New York, 27 dicembre 1942 – California, 5 luglio 1994) è stato un astronomo e saggista statunitense.
Ottenne un B.A. in fisica magna cum laude alla Adelphi University, un M.S. in fisica alla Rutgers University e un Ph.D. in astrofisica nel 1968 alla Indiana University. Nel 1968-1969 fu assistente di astronomia all'Università della California, Los Angeles e nel 1970 seguì un corso di post-dottorato in astrofisica relativistica al Caltech. Al Caltech cominciò ad elaborare il proposito di scrivere un libro sugli ultimi risultati della relatività generale, tra cui l'idea allora controversa dei buchi neri, in modo accessibile al pubblico non esperto.
Nel 1970 fu nominato direttore dell'osservatorio Griffith di Los Angeles, carica che mantenne fino al 1974. Diede avvio a una serie di iniziative per innalzare il profilo dell'osservatorio, come conferenze pubbliche e visite guidate al planetario, miranti a diffondere le nuove scoperte astronomiche. In quel periodo scrisse il suo primo libro, Relativity and Cosmology, edito da Harper and Row nel 1973. Il libro ebbe un notevole successo, con due edizioni in inglese e due traduzioni, una in spagnolo e una in giapponese. 
Nel 1976 fu ospite del Jet Propulsion Laboratory di Pasadena, mentre era in corso il programma Viking per l'esplorazione di Marte. Questa esperienza lo condusse a scrivere diversi libri sui pianeti, tra cui Exploration of the Solar System, tra i primi libri a descrivere in dettaglio i risultati delle sonde spaziali. 
Nel 1977 si stabilì a Danville, un sobborgo di San Francisco, con l'idea di dedicarsi a tempo pieno a scrivere libri di astronomia. Mantenne però per alcuni anni un incarico di professore associato alla San Diego State University. Nello stesso anno pubblicò il suo primo libro di testo, Astronomy: The Structure of the Universe, che non ebbe il successo sperato, ma servì a chiarire le sue idee su come presentare l'astronomia agli studenti dei primi anni di corso. Sempre nel 1977 uscì quello che è considerato il suo libro più importante, The Cosmic Frontiers of General Relativity, un'esposizione delle più recenti teorie sulla fisica dei buchi neri ed altre nozioni di astronomia relativistica.
Nel 1978 iniziò una collaborazione con l'editore "W. H. Freeman and Company" di New York, una sussidiaria del gruppo Macmillan, che continuò per tutta la vita. Prima uscì una trilogia di libri rivolti a lettori di ogni livello:  Stars and Nebulas, Planets and Moons e Galaxies and Quasars, e nel 1979 uscì il suo libro più noto, Black Holes and Warped Spacetime, un'esposizione accessibile delle idee di Stephen Hawking sull'interpretazione quantistica dei buchi neri. Il libro fu premiato nel 1980 dall'American Institute of Physics nella sezione saggi scientifici. In seguito ricevette anche il "Klumpke-Roberts Award", assegnato dalla Astronomical Society of the Pacific per notevoli contributi alla divulgazione dell'astronomia.   
Nel 1985 uscì il testo per undergraduates The Universe, che fu un bestseller nei college americani, al quale seguì un'edizione minore, Discovering the Universe, disponibile anche in CD-ROM. Negli anni '90 Kaufmann lavorò al National Center for Supercomputing Applications dell'Università dell'Illinois. Insieme a Larry Smarr scrisse il libro Supercomputing and the Transformation of Science.
Kaufmann era sposato con Lee Johnson-Kaufmann, una psicologa clinica, dalla quale ebbe due figli. Morì all'età di 52 anni per un infarto mentre stava tornando a casa in auto dalla sua residenza estiva nell'area del lago Tahoe.  

## Pubblicazioni
- Relativity and Cosmology, Harper & Row, 1973
- Exploration of the Solar System, MacMillan, 1978
- Astronomy: The Structure of the Universe, MacMillan, 1977
- The Cosmic Frontiers of General Relativity, MacMillan, 1977 [1]
- Stars and Nebulas, W. H. Freeman & Co., New York, 1978
- Planets and Moons, W. H. Freeman & Co., 1978
- Galaxies and Quasars, W. H. Freeman & Co., 1978
- Black Holes and Warped Spacetime, W. H. Freeman & Co., 1979
- The Universe (con Roger A. Freedman e Robert Geller), W. H. Freeman & Co., 1985
- Discovering the Universe (con Neil F. Comins), W. H. Freeman & Co., 1986
- Supercomputing and the Transformation of Science, con Larry Smarr, 1992